# Formarinsee
Le Formarinsee est un lac situé dans le massif de Lechquellen, en Autriche (Vorarlberg). Il donne son nom au Formarinbach, un des deux ruisseaux qui donne naissance au Lech.
Le lac est situé à une altitude de 1 793 m, dans le village de Dalaas. Le Rote Wand est directement visible au nord du lac.

## Source de la traduction
- (en) Cet article est partiellement ou en totalité issu de l’article de Wikipédia en anglais intitulé « Formarinsee » (voir la liste des auteurs).